# Cryptocephalus kabakovi
Cryptocephalus kabakovi es una especie de insecto coleóptero de la familia Chrysomelidae.
Fue descrita científicamente en 1978 por Medvedev.